# Ruotakjaure
Ruotakjaure är en sjö i Sorsele kommun i Lappland och ingår i Umeälvens huvudavrinningsområde. Sjön har en area på 0,104 kvadratkilometer och ligger 928,3 meter över havet. Ruotakjaure ligger i Vindelfjällen Natura 2000-område. Sjön avvattnas av vattendraget Lisvojukke.
Namnets förled kommer av det samiska ordet ruotak som betecknar en sik av mindre storlek.

## Delavrinningsområde
Ruotakjaure ingår i det delavrinningsområde (733097-152141) som SMHI kallar för Mynnar i Vindelälven. Medelhöjden är 881 meter över havet och ytan är 22,81 kvadratkilometer. Det finns inga avrinningsområden uppströms utan avrinningsområdet är högsta punkten. Lisvojukke som avvattnar avrinningsområdet har biflödesordning 3, vilket innebär att vattnet flödar genom totalt 3 vattendrag innan det når havet efter 414 kilometer. Avrinningsområdet består mestadels av skog (10 procent) och kalfjäll (86 procent). Avrinningsområdet har 1 kvadratkilometer vattenytor vilket ger det en sjöprocent på 4,4 procent.